# Stazione di Palazzolo Milanese
La stazione di Palazzolo Milanese è la stazione ferroviaria situata lungo la ferrovia Milano-Asso e ubicata nel comune di Paderno Dugnano nel quartiere di Palazzolo Milanese. È gestita da FerrovieNord.

## Storia
Palazzolo Milanese è stato il primo esempio, sulla linea ferroviaria Milano-Asso, di ammodernamento completo con adeguamento dell'impiantistica ferroviaria, realizzazione di banchine larghe ed alte, pensiline e sottopassi dotati di ascensori.

## Strutture ed impianti

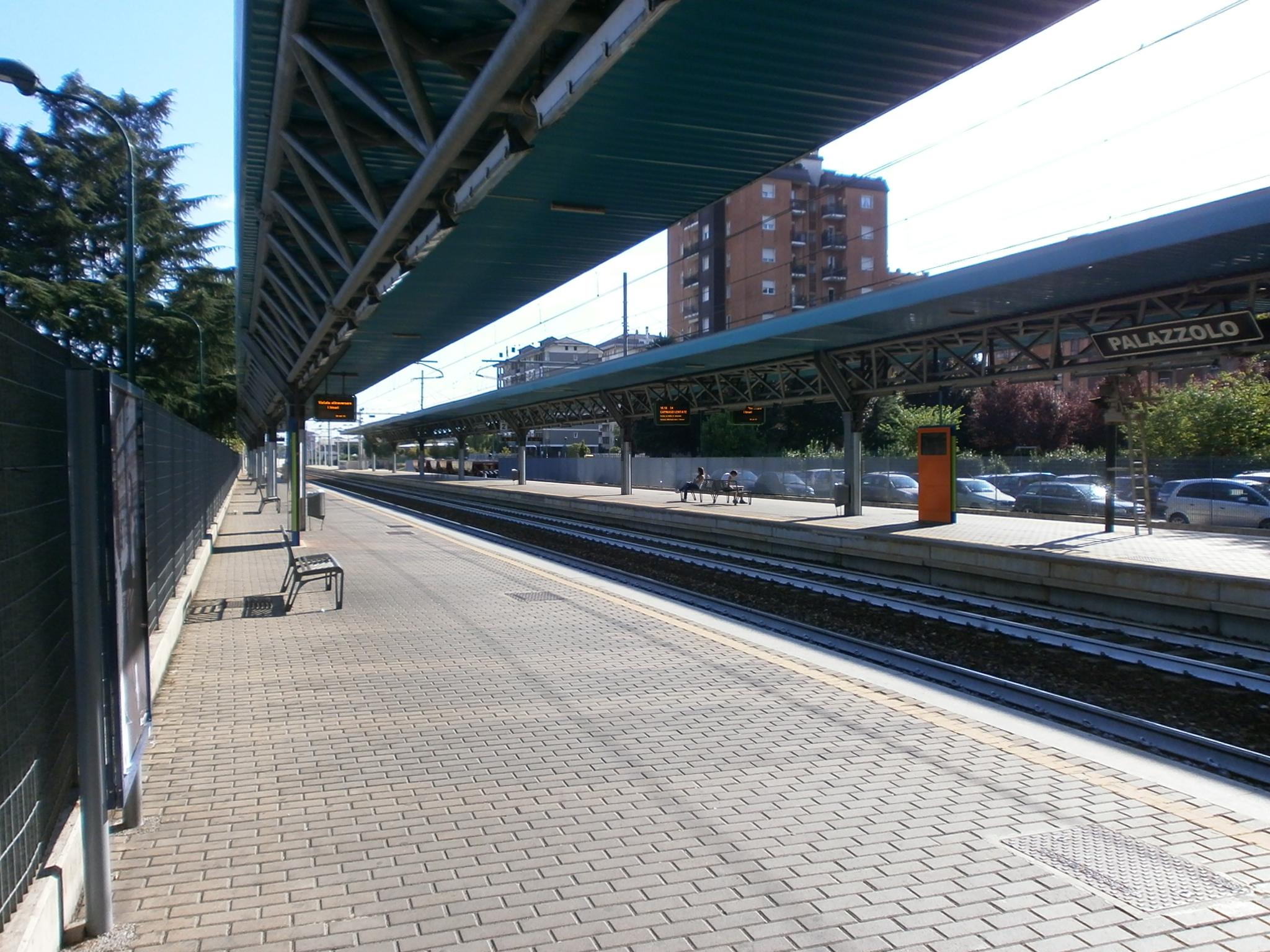
Le banchine della stazione ferroviaria di Palazzolo.

L'infrastruttura è dotata di tre binari. Il binario 1 è dedicato ai servizi verso Milano; il binario 2 è dedicato ai servizi verso Seveso; il binario 3 è dedicato ai servizi S2/ che si attestano a Palazzolo e, raramente, alle eventuali precedenze.

## Servizi
- Biglietteria self-service
- Ascensori
- Accessibilità per portatori di handicap
- Interscambio autolinee urbane, interurbane e taxi
- Parcheggio di scambio
- Sottopassaggio

## Movimento
L'infrastruttura è servita dalle linee S2 e S4 del servizio ferroviario suburbano di Milano.
In alcuni orari, la stazione, è servita dal servizio S2/ (Palazzolo Milanese – Milano Rogoredo). I treni di questa linea si attestano al binario 3.